# Les Lyonnais
Pour plus de détails, voir Fiche technique et Distribution.
Les Lyonnais est un film français réalisé par Olivier Marchal, sorti en 2011. Le titre fait référence au gang des Lyonnais qui a sévi dans les années 1970 dans la région lyonnaise.
Olivier Marchal dédie son film « à la mémoire de Bernard Giraudeau ».

## Synopsis
Edmond Vidal, surnommé « Momon », a grandi dans un camp de Gitans. Il en a retenu le sens de la famille, la loyauté et la fierté de ses origines. Il est resté très proche de Serge Suttel, son ami d’enfance, avec qui il est allé en prison pour un vol de cerises.
Momon et Serge ont ensuite plongé dans le grand banditisme, avant de connaître leurs « heures de gloire » avec le gang des Lyonnais, une bande de braqueurs célèbres au début des années 1970. Mais en 1974, lors d’une arrestation spectaculaire, l’aventure prend fin.
Momon, âgé aujourd’hui de 67 ans, essaie d’oublier cette période de sa vie. Il s’est retiré des « affaires » et vit avec son épouse Janou. De son côté, Serge n’a pas changé ses habitudes.

## Fiche technique
- Titre : Les Lyonnais
- Titre international : A Gang Story[1]
- Réalisation : Olivier Marchal
- Directeur de production : Yorick Kalbache
- Scénario : Olivier Marchal et Edgar Marie, d'après l'œuvre d'Edmond Vidal
- Musique : Erwann Kermorvant
- Photographie : Denis Rouden
- Costumes : Agnès Falque
- Montage : Raphaële Urtin
- Production : Cyril Colbeau-Justin, Jean-Baptiste Dupont
- Producteur délégué : David Giordano
- Coproducteurs : Jeremy Burdek, Nadia Khamlichi, Adrian Politowski et Gilles Waterkeyn
- Régisseurs généraux : Henry Le Turc - Philippe Gaudet
- Régisseurs adjoints : Sylvian Ravel / Laurent Coppola
- Sociétés de production : France 2 Cinéma - Hatalom - Gaumont - LGM productions
- Coproduction : CinéCinéma - Rhône-Alpes Cinéma - Nexus Factory
- Distribution : Gaumont Distribution ( France) et the Weinstein Company[2] ( États-Unis)
- Pays d’origine :  France
- Langue : français
- Budget : 15 millions d'euros
- Format : 35mm - couleur -2,35 : 1
- Genre : film de gangsters
- Durée : 102 minutes
- Date de sortie[1] : 30 novembre 2011 ( France)
- Film interdit aux moins de 12 ans lors de sa sortie en salles en France

## Distribution

### Années 2010
- Gérard Lanvin : Edmond « Monmon » Vidal
- Tchéky Karyo : Serge Suttel
- Lionnel Astier : Dany Devedjian
- Daniel Duval : Christo Avetisian
- Étienne Chicot : Nick « le Grec » Karastidis
- Valeria Cavalli : Janou Vidal
- Patrick Catalifo : Commissaire Max Brauner
- Laurent Fernandez : Zerbib
- Estelle Skornik : Lilou Suttel
- Linda Massoz : L'infirmière aux urgences
- David Kammenos : Carlo (le père du petit Lucas)
- Francis Renaud : Brandon
- Pierre-André Gilard : Diego
- Manu Lanvin : Stany Vidal

### Années 1970
- Dimitri Storoge : Edmond « Monmon » Vidal jeune
- Olivier Chantreau : Serge Suttel jeune
- Simon Astier : Dany Devedjian jeune
- Nicolas Gerout : Christo Avetisian jeune
- Florent Bigot de Nesles : Nick « le Grec » Karastidis jeune
- Stéphane Caillard : Janou Vidal jeune
- François Levantal : Joan Chavez
- Jacques Lacaze : Riton le Bordelais
- Nicolas Abraham : « Cheveux »
- Anne Canovas : Jeanne Vidal jeune
- Simon Sportich : Raoul le Dingue
- Vincent Trouilleux : frère de Raoul
- Olivier Rabourdin : Charles Bastiani
- Christophe Kourotchkine : Maître Ambre
- Laurent Richard : Jean Augé
- Caroline Derrien : petite amie du gangster
- Pierre-Yves Lenik : un des jurés
- Laurent Olmedo : Berry
- Pasquale d'Inca : Robert Mangin
- Jacques Chambon : L’adjoint au maire

## Production
C'est la rencontre entre Olivier Marchal et Edmond Vidal qui donne envie au premier de faire un film sur le gang des Lyonnais. Marchal et son coscénariste Edgar Marie rencontrent Edmond Vidal à plusieurs reprises lors de l'élaboration du scénario. Les deux scénaristes ne souhaitent pas écrire un film biographique ni une apologie des personnages mais plutôt évoquer un « état d'esprit » qui permettrait de mélanger histoire vraie et fiction. Une version du scénario de plus de 300 pages aurait nécessité un film de plus de quatre heures, puis les deux scénaristes ont considéré qu'une autre version, réduite à un peu moins de trois heures, était encore trop longue et ennuyeuse.
En 1980, dans la mini-série télévisée en 4 épisodes La Traque de Philippe Lefebvre, Gérard Lanvin était le chef du gang. Trente ans après, il interprète le second du gang.
Olivier Marchal voulait confier le rôle de Serge Suttel à Bernard Giraudeau (pour réunir le duo du film Les Spécialistes), mais celui-ci dû décliner en raison de son état de santé. Le film lui est dédié.
Le montage du film a duré 9 mois, avec 23 versions différentes dont la plus longue durait 3h10. Selon le compositeur Erwann Kermorvant, qui évoque une autre version de 2h35, la vision de Marchal ne coïncidait pas avec celle des producteurs, ces derniers voulant un film plus court.

## Autour du film
Michel Neyret, ancien numéro 2 de la PJ de Lyon, a reçu une montre "Pacha" de Cartier estimée à 30 000 euros, de la part du malfrat Gilles Benichou, alors son indic, en remerciement de sa participation au film (où Neyret était conseiller et où l'indic a fait une figuration).

## Lieux de tournage
Sauf indication contraire ou complémentaire, les informations mentionnées dans cette section proviennent du générique de fin de l'œuvre audiovisuelle présentée ici.
Trois mois de tournage ont été nécessaires dans la région lyonnaise. Les scènes de la maison d'Edmond Vidal ont été filmées à Tassin-la-Demi-Lune et le QG du gang se trouvait au château de Saint-Bonnet-le-Froid entre Pollionnay et Courzieu (Rhône 69).
Lieux de tournage à Lyon :
- Générique : voûtes de Perrache
- Baptême : église d'Ainay (2e arrondissement)
- Arrestation : École primaire Robert-Doisneau rue Sergent-Blandan (1er arrondissement)
- Vol de la cagette de cerises : rue Saint-Paul (5e arrondissement)
- Incarcération : prison Montluc (3e arrondissement)
- Casse trésorerie générale de Chambéry : ex hôpital Hôtel-Dieu (2e arrondissement)
- Assassinat du chef de gang ennemi : place Saint-Jean (5e arrondissement)
- Assassinat : Café du Soleil rue Saint-Georges (5e arrondissement)
- Réception : Château de Fléchères à Fareins (Ain)
- Attaque et évasion de l'hôpital : Lycée de la Côtière à La Boisse (Ain).